# Дальний космос (фильм)
«Дальний космос» (англ. Stowaway) — научно-фантастический триллер Джо Пенны совместного производства Германии и США. Главные роли в фильме исполнили Анна Кендрик, Тони Коллетт, Дэниел Дэ Ким и Шамир Андерсон.
Российская премьера картины состоялась в онлайн-кинотеатрах 23 апреля 2021 года.

## Сюжет
Командир миссии Марина Барнетт, биолог Дэвид Ким и медицинский исследователь Зои Левенсон поднимаются на борт MTS-42, отправляясь в двухлетнюю миссию на Марс. После взлёта верхняя ступень ракеты-носителя соединяется 450-метровыми тросами с главным корпусом корабля, выступая в качестве противовеса для искусственной гравитации, основанной на инерции.
Вскоре после взлёта Барнетт обнаруживает случайного «безбилетника» (англ. stowaway): инженера службы поддержки запуска Майкла Адамса, который лежит без сознания между двумя модулями, запутавшись в устройстве, очищающем воздух на корабле от углекислого газа. Когда он падает, устройство по неосторожности разрушается.
Однако миссию остановить уже невозможно: впереди долгие месяцы пути, а возвращение экипажа запланировано только через два года. При этом повреждён модуль подачи кислорода, который невозможно починить.
Экипаж вынужден использовать аварийные баллоны с гидроксидом лития для очистки воздуха от CO². К сожалению, канистры не выдерживают дополнительной нагрузки. Барнетт приказывает Дэвиду немедленно выращивать водоросли на корабле, а не в марсианской колонии, как планировалось ранее. Выживает только половина водорослей, обеспечивая достаточное количество кислорода для третьего члена экипажа. Без дополнительного запаса кислорода экипаж из четырёх человек задохнётся за несколько недель до прибытия на Марс.
Барнетт просит управление полётами найти решение, которое спасёт всех четырёх членов экипажа, но единственный вариант — неотработанный ранее выход в открытый космос, чтобы подняться на тросах и извлечь жидкий кислород из отработанной верхней ступени ракеты — признан слишком рискованным. Барнетт и Дэвид начинают смиряться с тем, что придётся пожертвовать Майклом, но Зои убеждает их подождать десять дней, пока управление полётами не придумает другое решение.
Через три дня Дэвид срывается с места, чтобы объяснить Майклу ситуацию и предложить ему безболезненную смертельную инъекцию. Майкл едва не лишает себя жизни, но Зои останавливает его и убеждает потерпеть ещё немного. Она настаивает на том, чтобы подняться на тросах и достать жидкий кислород. Дэвид обнаруживает, что остальные водоросли погибли, и кислорода хватит только на двоих. Теперь, столкнувшись со смертью двух пассажиров, он соглашается присоединиться к ней.
Зои и Дэвид выходят в космос, чтобы заполнить два баллона, достаточные для жизни ещё двух человек. Однако смертоносная радиация от высокоэнергетической солнечной вспышки — выброса корональной массы — заставляет их оставить один из баллонов. Они возвращаются на корабль, но из-за критической неисправности оборудования единственный кислородный баллон теряется.
Перегруппировавшись, они понимают, что большой баллон продолжает пропускать кислород из-за самодельного соединения, и что если один человек подвергнет себя смертельной радиации, чтобы достать баллон, оставленный при первой попытке, то остальные трое смогут выжить. Марина должна выжить, чтобы управлять кораблём, но остальные трое добровольно соглашаются на эту жертву.
Поскольку Майкл не обучен, а у него и Дэвида есть семьи дома, Зои в конце концов настаивает на том, чтобы сделать это самой. Ей удается заполнить цилиндр и вернуть его на корабль, прежде чем она погибает от радиационного отравления. Последние минуты жизни она проводит за пределами корабля, глядя на тусклый Марс среди звёзд.

## В ролях
- Анна Кендрик — Зои Левенсон, медик
- Тони Коллетт — Марина Барнетт, командир космического корабля
- Дэниел Дэ Ким — Дэвид Ким, биолог
- Шамир Андерсон — Майкл Адамс, инженер

## Производство
В октябре 2018 года стало известно, что Анна Кендрик исполнит роль медицинского исследователя Левенсон в новом фильме Джо Пенны. В январе 2019 года было объявлено, что Тони Коллетт присоединилась к актёрскому составу фильма. В мае — к касту присоединились Шамир Андерсон и Дэниел Дэ Ким.
Съёмочный процесс начался 11 июня 2019 года в Кёльне и Мюнхене.

## Маркетинг
Оригинальный трейлер фильма был опубликован в интернете 24 марта 2021 года, его локализованная версия — 1 апреля.